# Annabelle Ali
Annabelle Laure Ali, née le 4 mars 1985 à Garoua, est une lutteuse libre camerounaise.
Quintuple championne d'Afrique en lutte libre, elle a représenté le Cameroun lors des Jeux olympiques d'été de 2008 à Pékin, des Jeux olympiques d'été de 2012 à Londres et des Jeux olympiques d'été de 2016 à Rio de Janeiro.
Elle a été désignée porte-drapeau olympique de la délégation camerounaise en 2012.

## Palmarès

### Jeux olympiques
- 5e en lutte libre dans la catégorie des moins de 75 kg en 2016 à Rio de Janeiro
- 7e en lutte libre dans la catégorie des moins de 72 kg en 2012 à Londres
- 16e en lutte libre dans la catégorie des moins de 72 kg en 2008 à Pékin

### Championnats d'Afrique
- Médaille de bronze en lutte libre dans la catégorie des moins de 76 kg en 2018 à Port Harcourt
- Médaille d'or en lutte libre dans la catégorie des moins de 75 kg en 2016 à Alexandrie
- Médaille d'or en lutte libre dans la catégorie des moins de 75 kg en 2015 à Alexandrie
- Médaille d'or en lutte libre dans la catégorie des moins de 75 kg en 2014 à Tunis
- Médaille d'argent en lutte libre dans la catégorie des moins de 72 kg en 2012 à Marrakech
- Médaille d'or en lutte libre dans la catégorie des moins de 72 kg en 2011 à Dakar
- Médaille d'or en lutte libre dans la catégorie des moins de 72 kg en 2010 au Caire
- Médaille d'or en lutte libre dans la catégorie des moins de 72 kg en 2009 à Casablanca
- Médaille de bronze en lutte libre dans la catégorie des moins de 72 kg en 2008 à Tunis

### Jeux africains
- Médaille d'or en lutte libre dans la catégorie des moins de 75 kg en 2015 à Brazzaville

### Jeux du Commonwealth
- Médaille d'argent dans la catégorie des moins de 75 kg en 2014 à Glasgow
- Médaille d'argent dans la catégorie des moins de 72 kg en 2010 à Delhi

### Jeux de la Francophonie
- Médaille de bronze en lutte libre dans la catégorie des moins de 72 kg en 2013 à Nice